# Vaux
Vaux – альтернативная рок-группа из Денвера, Колорадо.

## История
Vaux была сформирована в 1997 году в Денвере, Колорадо, под первоначальным названием Eiffel. Они самостоятельно выпустили 7 синглов, To Write A Symphony, в 1998 г. Инди лейбл Undecided Records подписали контракт с группой после их интенсивного двухлетнего тура по Восточному Побережью, и уже в 2000 году был выпущен дебютный альбом под названием Audiblenarcotic.
Альбом имел незначительный успех на студенческой радиостанции, и группа была удостоена участия в Warped Tour 2001 года. В июле 2002 по юридическим причинам группа была вынуждена изменить своё название и была переименована в Vaux.
В 2002 музыканты переехали в Ориндж для сотрудничества с независимым лейблом Volcom Entertainment и представили EP On Life; Living, а уже через год второй альбом There Must Be Some Way to Stop Them. Альбом получил огромное признание критиков, побуждая журнал Alternative Press  включить Vaux в список 100 групп с большим будущим. В то время Vaux отправились на успешные гастроли в поддержку таких групп, как Thrice, My Chemical Romance, Coheed and Cambria и The Used.
В январе 2004 года Vaux подписали контракт с крупным лейблом Atlantic Records.  В скором времени группа презентовала EP из 5 песен, Plague Music, на Equal Vision Records. Главный альбом группы Beyond Virtue, Beyond Vice был представлен 8 ноября 2005 года. Между тем, Vaux  разорвали отношения с Atlantic Records. С того времени группа выпустила альбом собственными силами, который можно было купить во время их последнего нашумевшего тура, и, который доступен для приобретения на их веб-сайте в ограниченном количестве.
Во вторник, 26 августа 2006, песня "Are You With Me" была представлена как сингл недели на  iTunes Music Store. Их последнее выступление состоялось 28 июня 2007 года в театре Bluebird в Денвере.

## Статус
- Beyond Virtue, Beyond Vice был представлен через Outlook Music, а также их собственный лейбл Vx Records, 1 августа 2006 года.
- 28 июня 2007 года группа выступила в последний раз в театре Bluebird в Денвере. Райдер присоединился к ним на последнем концерте, на котором также выступали группы Casket Salesmen, The Epilogues и Moccasin.

## Участники
- Квентин Смит – вокал
- Крис Соренсен – гитара
- Адам Тин – гитара
- Грег Дениэлс – гитара/клавиши
- Райдер Робинсон – басс
- Джо МакЧен - барабаны

## Дискография

### Альбомы
- Audiblenarcotic (под именем Eiffel) (2000), Самостоятельное издательство
- There Must Be Some Way to Stop Them (2003), Volcom
- Beyond Virtue, Beyond Vice (2006), Vx Records, Outlook

### EP
- On Life; Living (2002), Volcom
- Plague Music (2004), Equal Vision

### Синглы
- "To Write A Symphony" 7" (under the name Eiffel) (1998) (самиздат)
- "Are You With Me" (2006), Vx Records
- "Cocaine James" (2006), Vx Records

### Песни, использовавшиеся в саундтреках фильмов
- "Are you with me" - финальный саундтрек к фильму "Из Парижа с любовью"